# Club Deportivo Universitario San Francisco Xavier (voleibol feminino)
O Club Deportivo Universitario San Francisco Xavier é um time boliviano de voleibol feminino da cidade de Sucre.
Conquistou seu primeiro título da Liga Superior Boliviana em 2011 e disputou o Campeonato Sul-Americano de Clubes no mesmo ano, conquistando a medalha de bronze na edição.
Na temporada de 2012 encerrou com o vice-campeonato da Liga Superior.Recuperou o título nacional na Liga Superior de 2013,  e disputou o Campeonato Sul-Americano de Clubes de 2014 e alcançou a sexta colocação.
Na edição seguinte conquista o tricampeonato nacional.Disputou o Sul-Americano de Clubes de 2015 e alcançou o sétimo lugar.Na Liga Superior de 2015 sagrou-se vice-campeão, após a definição do título por set average sagrou-se campeão.

## Resultados obtidos nas principais competições

### Títulos conquistados
- Campeonato Sul-Americano de Clubes: 2011[3]
- Campeonato Boliviano(1 vez): 2011,[2] 2013,[6] 2014[1][8]
- Campeonato Boliviano(1 vez): 2012,[4] 2015[12]